# Nomada penangensis
Nomada penangensis är en biart som beskrevs av Cockerell 1920. Nomada penangensis ingår i släktet gökbin, och familjen långtungebin. Inga underarter finns listade i Catalogue of Life.